# Ozawa Ryota
Ozawa Ryota (小澤 亮太 Ozawa Ryōta Tiểu Tạ Lương Đà, sinh ngày 25 tháng 1 năm 1988) là diễn viên người Nhật Bản, anh nổi tiếng trong vai Captain Marvelous/Gokai Red (Siêu Nhân Hải Tặc Đỏ) trong loạt phim Super Sentai Kaizoku Sentai Gokaiger vào năm 2011.

## Đóng phim

### Phim dài tập trên TV
| Năm  | Tựa phim                      | Vai diễn                          | Kênh     | Ghi chú khác |
| ---- | ----------------------------- | --------------------------------- | -------- | ------------ |
| 2011 | Kaizoku Sentai Gokaiger       | Thuyền trưởng Marvelous/Gokai Red | TV Asahi | Vai chính    |
| 2012 | Akumu No Drive                | Nobuo Nekota                      |          |              |
| 2013 | Naru Youni Narusa             | Takeru Nagashima                  | TBS      |              |
| 2014 | S - Saigo no Keikan           | Hideo Shinoda                     | TBS      | Tập 1        |
| 2014 | Naru Youni Narusa 2           | Takeru Nagashima                  | TBS      |              |
| 2014 | Fasuto Kurasu                 | Yuichi Kawase                     | Fuji TV  |              |
| 2016 | AKB Love Night: Love Factory  | Kazuki                            | tập 17   |              |
| 2016 | Doubutsu Sentai Zyuohger      | Thuyền trưởng Marvelous/Gokai Red | TV Asahi | Tập 28 & 29  |
| 2019 | Super Sentai Strongest Battle | Thuyền trưởng Marvelous/Gokai Red | TV Asahi | Vai chính    |
| 2019 | Sherlock: Untold Stories      | Hiroto Shimizu                    | Fuji TV  | tập 5        |

### Phim dài
| Năm  | Tựa phim                                                         | Vai diễn                    | Ghi chú khác                  |
| ---- | ---------------------------------------------------------------- | --------------------------- | ----------------------------- |
| 2011 | Tensou Sentai Goseiger vs. Shinkenger: Epic on Ginmaku           | Gokai Red                   | Vai mời, diễn viên lồng tiếng |
| 2011 | Gokaiger Goseiger Super Sentai 199 Hero Daikessen                | Captain Marvelous/Gokai Red | Vai chính                     |
| 2011 | Kaizoku Sentai Gokaiger the Movie: The Flying Ghost Ship         | Captain Marvelous/Gokai Red | Vai chính                     |
| 2012 | Kaizoku Sentai Gokaiger vs. Uchū Keiji Gavan: The Movie          | Captain Marvelous/Gokai Red | Vai chính                     |
| 2012 | Kamen Rider × Super Sentai: Super Hero Taisen                    | Captain Marvelous/Gokai Red | Vai chính                     |
| 2013 | Tokumei Sentai Go-Busters vs. Kaizoku Sentai Gokaiger: The Movie | Captain Marvelous/Gokai Red | Vai chính                     |
| 2013 | Toei Hero Next 3: Love Gear                                      | Yuichi Takaoka              |                               |
| 2013 | Kamen Rider × Super Sentai × Space Sheriff: Super Hero Taisen Z  | Gokai Red                   | Diễn viên lồng tiếng          |
| 2014 | Tomo ni Aruku                                                    | Tetsuya Matsumoto           |                               |
| 2014 | Samayou Koyubi                                                   |                             |                               |
| 2015 | Piece of Cake                                                    | Mitsu                       |                               |
| 2016 | Nozokime                                                         |                             |                               |
| 2016 | Shimauma                                                         |                             |                               |
| 2021 | Kaizoku Sentai: Ten Gokaiger                                     | Captain Marvelous/Gokai Red | Vai chính                     |

### Sân khấu kịch
- Fushigi Yuugi (2010) - Tasuki
- 31.5 million seconds and little (2013) - Naoto Kawahara

### Sách
- Color (2011)[1]
- Home Ground (2014)